# Телемачта Коэру

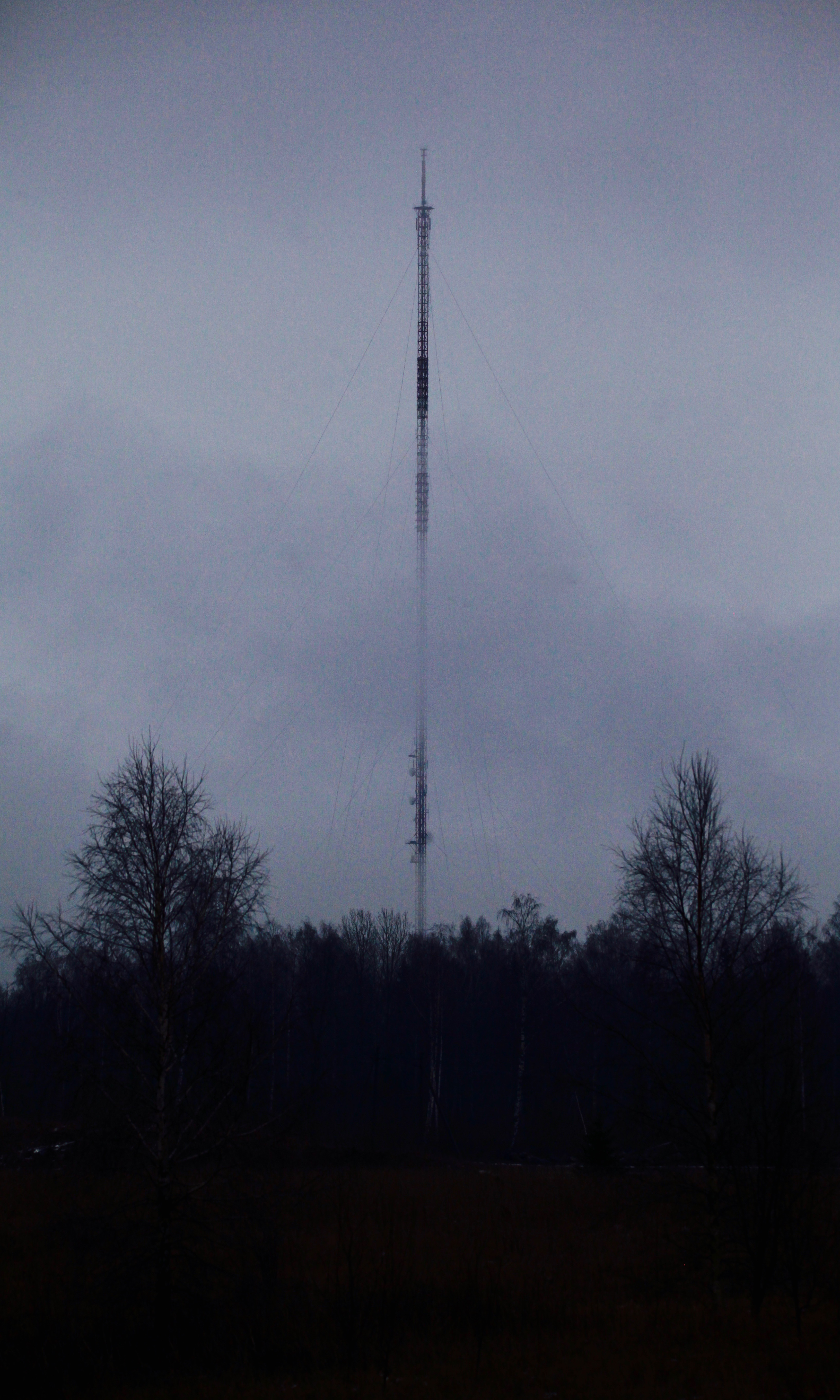
Телемачта в 2020 году

Телемачта Коэру (эст. Koeru telemast) находится в центральной Эстонии, в уезде Ярвамаа, в волости Коэру. Достигает в высоту 349,50 метров, представляет собой мачту из трубчатых элементов с оттяжками со стандартной проектной высотой 350 м  и является самым высоким сооружением Эстонии. Предназначена для передачи теле- и радиосигнала. Однотипные мачты были установлены в Валгъярве и Кохтла-Нымме.  Построенное по советским стандартам двухэтажное здание внизу вмещало в советское время большие объёмы всевозможной теле- и радиоаппаратуры, развешанной по стенам.  К вершине можно подняться в небольшом лифте.